# Mimosa buchii
Mimosa buchii är en ärtväxtart som beskrevs av Ignatz Urban. Mimosa buchii ingår i släktet mimosor, och familjen ärtväxter. Inga underarter finns listade i Catalogue of Life.